# Leyenda de Sisa
Se trata de una leyenda sobre el origen del ajedrez (chaturanga), relatada en el libro persa Shāh-nāmeh (c. siglo XI), aunque cuenta con varias versiones posteriores.

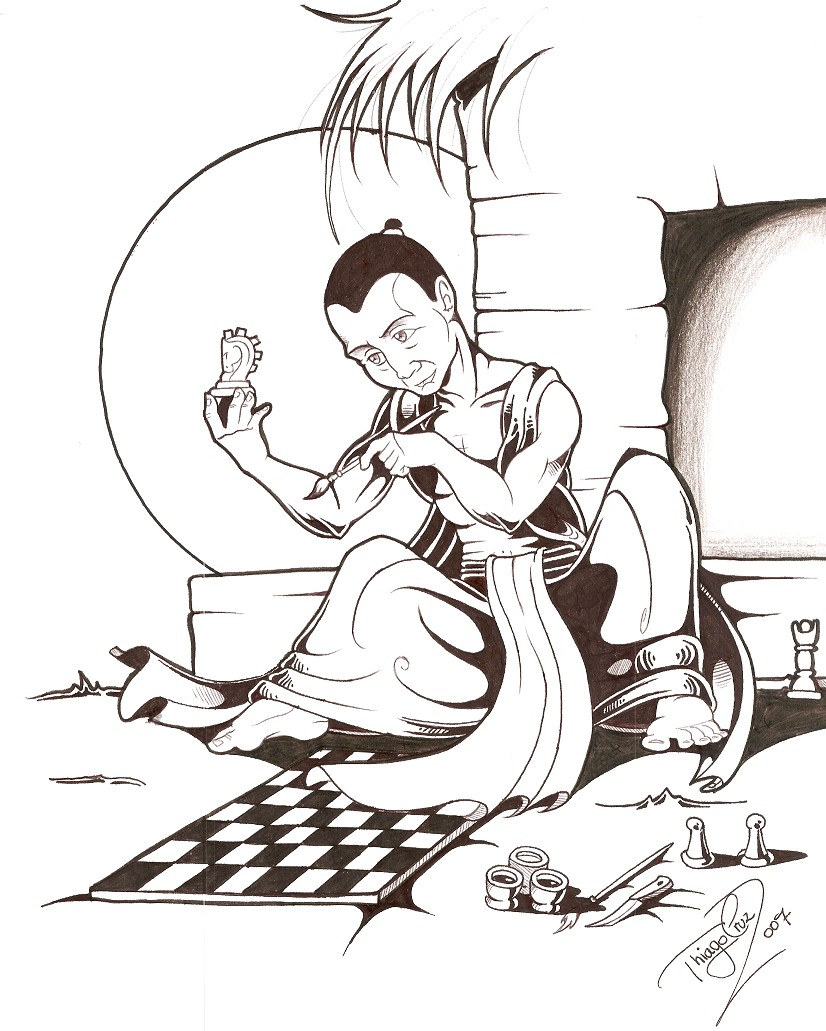
Sisa, creador del chaturanga (‘ajedrez’); dibujo del artista brasileño Thiago Cruz (2007).

## Leyenda

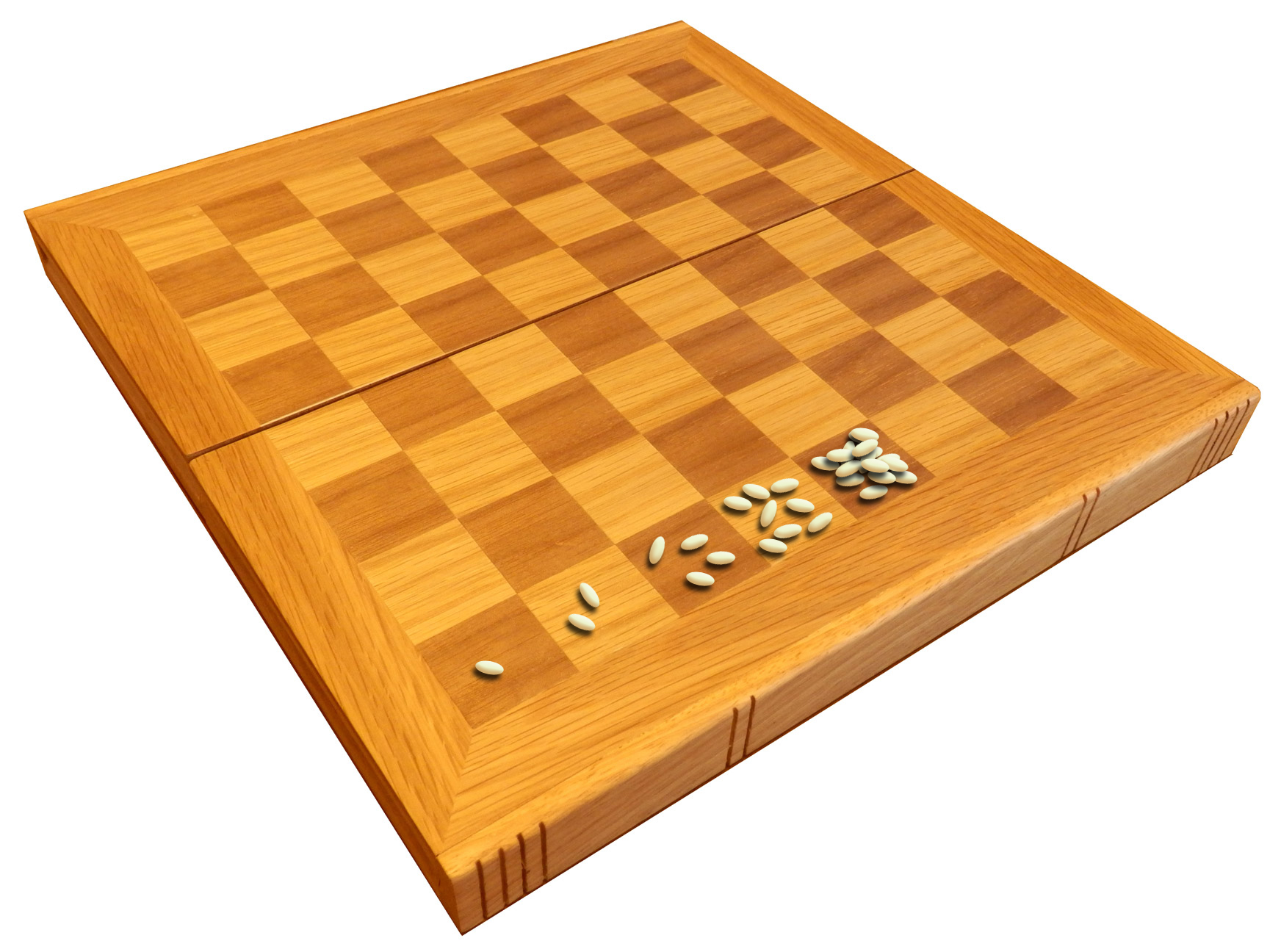
Una descripción del problema del trigo y el tablero de ajedrez (o del arroz y el tablero de ajedrez).

Al noroeste de la India (seguramente en el actual Pakistán o Afganistán), había un poderoso brahmán llamado Rai Bhalit, tan rico y rodeado de tantos placeres que de ninguno de ellos podía gozar. Ordenó al más inteligente de sus sirvientes, llamado Sisa "hijo de vencedor" (Sessa Ibn Daher), que creara un juego capaz de entretenerle. Pasado algún tiempo Sisa presentó a su señor el ajedrez, un juego que emulaba la guerra y que se jugaba en un tablero con sesenta y cuatro casillas, alternativamente blancas y negras dispuestas en ocho filas y ocho columnas. El brahmán quedó tan encantado que le permitió escoger su recompensa. Sisa le dijo: «Señor, soy hombre modesto, y me conformaría con que me pague un grano de trigo por el primer cuadrado, dos por el segundo, cuatro en el tercero, ocho en el cuarto, etc.». El rey lo despreció y lo denunció por aceptar tan poco. Decepcionado pues había albergado muchas esperanzas en él ordenó a los sirvientes que trajeran el trigo. Pero su alegría pronto se trocaría en ira cuando se dio cuenta de que ni con todo el trigo de su país alcanzaría a pagar semejante suma. La cifra es 
{\displaystyle T_{64}=1+2+4+\cdots +2^{63}=\sum _{i=0}^{63}2^{i}=2^{64}-1}
es decir, 18 446 744 073 709 551 615 (18,4 trillones) de granos de trigo. Ante la imposibilidad de pagar tal suma, el brahmán mandó matarle. En el libro, El hombre que calculaba, no menciona su muerte sino su recompensa haciéndose sabio al servicio del rey. Existe una versión donde Sisa tenía un hijo llamado Shah, y de ahí derivó el nombre de la acción de su juego: shak (‘jaque’).
Existen distintas versiones de esta leyenda, que se suele considerar como el origen del ajedrez.